# Les McKeown
Pour les articles homonymes, voir McKeown.
Les McKeown (né le 12 novembre 1955 à Édimbourg et mort le 20 avril 2021) est un chanteur britannique.

## Carrière
Les McKeown a des parents irlandais. Il quitte l'école à 15 ans pour rejoindre son premier groupe, Threshold.
Les McKeown est le chanteur principal des Bay City Rollers de fin 1973 à 1978. Il le devient après le départ de Gordon « Nobby » Clark, le premier depuis la formation du groupe en 1964, pour des raisons artistiques. C'est la période où le groupe vend le plus de disques et donne le plus de concerts autour du monde. Fin 1978, le groupe se séparé de McKeown, puis licencie le manager Tam Paton peu de temps après et décide de continuer dans une new wave plus rock. Son nom est simplement les Rollers. Duncan Faure rejoint le groupe en tant que nouveau chanteur, guitariste et compositeur principal.
De son côté, Les McKeown se lance dans une carrière solo, fait de la pop et se produit avec son propre groupe, Ego Trip. En raison des problèmes avec les anciens membres, il se produit là où il avait du succès avec Bay City Rollers, au Japon et en Allemagne. À la fin des années 1980, il revient dans les charts en Allemagne avec le producteur Dieter Bohlen. Il participe à la sélection pour représenter le Royaume-Uni au Concours Eurovision de la chanson 1990 avec Ball And Chain et finit quatrième du télévote.
À partir des années 1990, il reprend le répertoire des Bay City Rollers avec le groupe reformé avec des membres de l'époque et d'autres ou en solo.

## Vie privée
Les McKeown a des problèmes dans sa vie privée. Il est violé à 19 ans. Il est alcoolique et drogué ; cette addiction commence après sa condamnation pour avoir renversé une vieille femme morte dans l'accident en 1975. Il se marie en 1983 avec une Japonaise qu'il rencontre en 1978 et donne naissance à un fils, mais le couple n'est alors pas solide, car, derrière son dos McKeown a une addiction sexuelle avec des hommes. En 1986, il arrête la cocaïne puis reprend au début des années 2000 après la mort de ses parents. Le chanteur reçoit une offre pour apparaître dans l'émission télévisée Living Rehab, en 2008-2009, qui met des stars au défi de surmonter toutes sortes de dépendances. Les restes pendant quatre mois et parle de sa vie secrète ; ainsi, pendant l'enregistrement, il raconte sa bisexualité devant sa femme qui en prend alors connaissance.

## Discographie
Solo
- 1979 : All Washed Up
- 1980 : The Face of Love
- 1980 : 100% Live
- 1980 : The Greatest
- 1981 : Sweet Pain
- 1982 : Heart Control
- 1989 : It's a Game
- 1993 : Love Letter
- 2016 : The Lost Songs

Avec Bay City Rollers
- 1974 : Rollin'
- 1975 : Once Upon a Star
- 1975 : Bay City Rollers
- 1975 : Wouldn't You Like It?
- 1976 : Rock n' Roll Love Letter
- 1976 : Dedication
- 1977 : It's a Game
- 1978 : Strangers in the Wind